# Nhạc đại chúng Campuchia
Nhạc đại chúng Campuchia hay còn gọi là nhạc đại chúng Khmer (tiếng Anh: Cambodian pop hay Khmer pop) ý chỉ dòng nhạc đại chúng sản xuất tại Campuchia hoặc do người Khmer sản xuất.

## Lịch sử
Dòng nhạc này khởi nguồn từ thập niên 1960 khi các nhà soạn nhạc bước đầu pha trộn dân ca Khmer cổ truyền với các ảnh hưởng của nhạc pop truyền thống, nhạc R&B và rock and roll phương Tây. Sự kết hợp này nhanh chóng làm gia tăng và phát triển một số nghệ sĩ như Ros Serey Sothea (tiếng Khmer: រស់ សេរីសុទ្ធា), Pen Ran (tiếng Khmer: ប៉ែន រ៉ន) và Sinn Sisamouth (tiếng Khmer: ស៊ីន ស៊ីសាមុត), và đến nay họ vẫn được ngưỡng mộ ở Campuchia như là một phần của thế hệ các ca sĩ thời kỳ hoàng kim.

## Nhạc của nhà sản xuất
Hiện nay một số người dân Campuchia trong nước cũng như một số người dân ở những nước khác đã lên tiếng chỉ trích dòng nhạc của nhà sản xuất Campuchia vì bản chất đạo nhái trắng trợn của họ khi các bản nhạc ballad, nhạc dance, v.v... đều lấy cắp giai điệu từ các ca khúc nổi tiếng của V-pop, C-pop, T-pop, K-pop và US-UK. Đặc biệt V-pop là bị lấy cắp nhiều nhất.